# Перепись населения США (2020)
Перепись населения США 2020 года была двадцать четвёртой по счету переписью населения, проводимой на территории США. Днём переписи является 1 апреля 2020 года. Помимо пилотного исследования во время переписи 2000 года, это была первая перепись в США, предлагавшая варианты ответа онлайн или по телефону в дополнение к возможности ответа в бумажной форме, как и в предыдущих переписях. По результатам переписи население США составило 331 449 281 человек. Это на 7,35 % больше по сравнению с переписью населения США 2010 года. В четырёх штатах население превысило 20 млн чел: Калифорния — 39 576 757 чел, Техас — 29 183 290 чел, Флорида — 21 570 527 чел, Нью-Йорк — 20 215 751 чел. Самый малонаселённый штат США Вайоминг — 577 719 чел. Штат с самым высоким относительным приростом населения — Юта, штаты, где население снизилось — Западная Виргиния, Миссисипи, Иллинойс. Плотность населения составила 33,6 чел./км².

## Цель переписи
- Результаты переписи определят количество мест для каждого штата в Палате представителей и число выборщиков в штате для выборов с 2022 по 2030 год.
- Государственные и местные чиновники используют данные переписи населения для изменения границ избирательных округов, в том числе для выборов в Конгресс, законодательные органы штата, а также школьных округов.
- Данные переписи населения являются основным показателем для распределения финансирования десятков федеральных программ. Ежегодно на основе данных переписи государство выделяет почти 700 миллиардов долларов штатам и местному управлению на поддержку дорог, школ, учреждений здравоохранения, служб экстренного реагирования и прочего[4].

## Изменения в переписи
Перепись 2020 года была первой переписью населения США, допускавшей заполнение анкеты через интернет. Также серьёзно расширены технологические решения для управления и проведения переписи на местах.

### Ключевые изменения
- Три варианта ответа: интернет, бумажные формы и телефон. Если онлайн-ответ от домохозяйства не поступит, на адрес будет выслана бумажная форма. Домохозяйства в районах с низким уровнем доступа к интернету получат бумажную форму с самого начала[5][2][6].
- Несколько языков: помимо английского, респонденты могут заполнить перепись на 12 иностранных языках, в том числе на русском, онлайн или по телефону. Кроме того, языковые руководства, глоссарии и удостоверения личности будут предоставляться на 59 языках помимо английского[5].
- В ходе переписей 2010 года и более ранних переписей работники переписи обходили каждую улицу в Америке, чтобы проверить адреса на местах. Перепись 2020 года использует спутниковые и GPS-изображения для определения тех районов, где жильё меняется, и назначает работников для проверки этих адресов лично[5][2][6].
- Цифровой кейс-менеджмент: переписчики будут использовать защищённые смартфоны, чтобы получать ежедневные задания, переходить на собеседования, общаться с руководителями и представлять табели учёта рабочего времени. Специальное программное обеспечение предназначено для оптимизации назначений, оптимизации управления, немедленного выявления проблем и сокращения ненужных последующих визитов[5][2][6].
- Упорядоченные последующие визиты с использованием существующих источников данных: перепись 2020 года будет использовать существующие правительственные и сторонние данные для выявления свободных домохозяйств, прогнозирования наилучшего времени суток для посещения конкретного домохозяйства, а также для подсчёта и предоставления характеристик для людей в домохозяйстве после многочисленных попыток с использованием существующих высококачественных данных из надежных источников[5].

## Этапы
- Январь-март 2019 года: Бюро переписи населения США открывает 39 региональных офисов бюро переписи населения[5].
- Июнь-сентябрь 2019 года: Бюро переписи открывает оставшиеся 209 районных офисов бюро переписи населения. Офисы поддерживают и управляют переписчиками, которые работают по всей стране для проведения переписи.
- Август 2019 года: Бюро переписи населения проводит оперативную агитацию по адресам на местах. Переписчики посещают районы, в которых в последние годы было добавлено или утрачено жильё, чтобы убедиться в актуальности адресного списка Бюро переписи. Перепись 2020 года станет первой современной переписью, которая не проверяет каждый адрес лично, на местах. Вместо этого спутниковые снимки, данные почтовой службы США и другие текущие записи будут подтверждать большинство адресов и выделять области, где требуется личная проверка.
- 21 января 2020 года: Бюро переписи населения начинает подсчёт населения отдаленной Аляски. Первым городом, в котором произведена перепись стал Токсук-Бей[7].
- 1 апреля 2020 года: официальный день переписи. К этой дате домохозяйства получат приглашение принять участие в переписи 2020 года. Существует три варианта ответа: онлайн, по почте или по телефону.
- Апрель 2020 года: переписчики начинают следить за домохозяйствами рядом с отдельными колледжами и университетами. Переписчики также начинают проводить собеседования по проверке качества.
- Май 2020 года: Бюро переписи населения начинает следить за домохозяйствами, которые не ответили.
- Декабрь 2020 года: Бюро переписи населения передает президенту данные о распределении.

## Вопросы переписи и использование полученных данных
В соответствии с требованиями закона о переписи населения Бюро переписи США передало список вопросов в конгресс 29 марта 2018 года. В соответствии с этим списком, а также согласно исполнительному приказу, при переписи населения США заданы следующие вопросы:
1. Количество людей, проживающих по адресу на 1 апреля 2020 года.
Используется для подсчёта общего числа жителей, а также чтобы убедиться, что каждый житель посчитан один и только один раз по правильному адресу.
2. Является ли жильё в собственности или в аренде.
Используется для сбора статистики по жилой собственности и аренде для экономических показателей, жилищных программ и информирования групп планирования.
3. Пол каждого проживающего по адресу.
Используется для сбора статистики для дальнейшего использования при планировании и финансировании государственных программ, обеспечения соблюдения законов, правил и политики по предотвращению дискриминации.
4. Возраст каждого проживающего по адресу.
Используется для сбора данных о размерах возрастных групп. Различные агентства используют эти данные для планирования и финансирования программ поддержки различных возрастных групп, в первую очередь детей и пожилых людей.
5. Раса каждого проживающего по адресу.
Используется федеральными агентствами для контроля соблюдения антидискриминационных положений, таких как положения закона о гражданских правах и закона об избирательных правах.
6. Является ли каждый проживающий по адресу испанского или латиноамериканского происхождения.
Используется федеральными агентствами для контроля соблюдения антидискриминационных положений, таких как положения закона о гражданских правах и закона об избирательных правах.
7. Связь между проживающими по одному адресу.
Используется для планирования и финансирования программ поддержки семей, в том числе неполных, а также прочих домохозяйств имеющих право на государственную помощь.

### Вопрос о гражданстве
До переписи 1950 года в список вопросов входил вопрос о наличии у опрашиваемого гражданства США. С 1950 года вопрос был убран, хотя оставался вопрос о стране рождения. В записке от января 2018 года, официальные лица Бюро переписи рекомендовали воздержаться от возвращения вопроса о гражданстве в переписи. Согласно записке, более аккуратные данные о гражданстве можно получить из имеющихся административных записей. Однако, министр торговли США Уилбур Росс, в чьё ведомство входит Бюро переписи, заявил, что административных записей недостаточно. В марте 2018 года Бюро переписи анонсировало, что собирается добавить вопрос о гражданстве в перепись 2020 года. Росс утверждал, что вопрос необходим для контроля соблюдения антидискриминационных положений закона об избирательных правах. Росс ложно утверждал, что запрос на добавление вопроса о гражданстве исходил от министерства юстиции и был согласован им лично.
После анонса о добавлении вопроса о гражданстве сразу несколько глав штатов и городов раскритиковали решение, полагая, что многие иммигранты откажутся принимать отвечать на этот вопрос и не примут участия в переписи, таким образом занизив реальные цифры. Одновременно в трёх штатах, Нью-Йорке, Мэриленде и Калифорнии, были поданы федеральные иски. В июне 2019 года Бюро переписи провело тестовую перепись среди 480 000 домохозяйств, чтобы выяснить, как добавление спорного вопроса повлияет на участие в переписи 2020 года, а также чтобы подготовить персонал к возможному уменьшению числа участвующих в переписи из-за вопроса о гражданстве.
Во время слушаний в мае 2019 года были опубликованы документы, в которых специалист по джерримендерингу Республиканской партии Томас Хофеллер сообщал о том, что добавление вопроса о гражданстве может помочь изменению границ избирательных округов и «было бы выгодно для республиканцев и неиспаноязычных белых». Позже Хофеллер написал письмо в министерство юстиции, утверждая, что добавление вопроса о гражданстве поможет контролю соблюдения антидискриминационных положений закона об избирательных правах. Комитет палаты представителей США по надзору и реформам отправил повестки для запроса у министерства юстиции материалов, касающихся переписи, а также чтобы допросить Уилбура Росса и Генерального прокурора Уильяма Барра с возможным поднятием вопроса о неуважении к конгрессу. 12 июня 2019 года администрация Трампа применила привилегию исполнительной власти в отношении части запрошенных документов. В результате комиссия рекомендовала принять решение о неуважении Росса и Барра к конгрессу. 17 июня палата представителей проголосовала за решение признать Росса и Барра виновными в неуважении к Конгрессу. Тем не менее, до тех пор пока министерство юстиции не предпримет дальнейших действий, решение палаты представителей не имеет практических последствий для обоих.
После ряда решений в судах штатов, 27 июня 2019 года Верховный суд США вынес решение отказать администрации Трампа во внесении вопроса о гражданстве в перепись из-за недостаточного мотива. Тем не менее суд признал, что вопрос допустим в переписи населения, если министерство торговли предоставит более убедительную мотивировочную часть. Дело вернули в штат Нью-Йорк и обязали рассмотреть до даты начала печати переписных форм.
После того, как решение Верховного суда было обнародовано, Дональд Трамп пообещал найти решение как отложить перепись настолько долго, насколько потребуется для поиска легального решения о включении вопроса о гражданстве. В числе возможных решений Трамп рассматривал использование привилегии исполнительной власти для добавления вопроса в перепись. Тем не менее, 11 июля президент подписал указ, предписывающий министерству торговли получить данные о гражданстве от прочих федеральных агентств. Президент подчеркнул, что он не отказывается от планов получить данные о гражданстве, и что данные, полученные от федеральных агентств, будут более точными.

## Итоги переписи
| Номер | Штат                       | Население по данным переписи 2010 года | Население по данным переписи 2020 года | Численные изменения | Процентные изменения |
| ----- | -------------------------- | -------------------------------------- | -------------------------------------- | ------------------- | -------------------- |
| 1     | Калифорния                 | 37,253,956                             | 39,576,757                             | 2,322,801 ▲         | 6.24% ▲              |
| 2     | Техас                      | 25,145,561                             | 29,183,290                             | 4,037,729 ▲         | 16.06% ▲             |
| 3     | Флорида                    | 18,801,310                             | 21,570,527                             | 2,769,217 ▲         | 14.73% ▲             |
| 4     | Нью-Йорк                   | 19,378,102                             | 20,215,751                             | 837,649 ▲           | 4.32% ▲              |
| 5     | Пенсильвания               | 12,702,379                             | 13,011,844                             | 309,465 ▲           | 2.44% ▲              |
| 6     | Иллинойс                   | 12,830,632                             | 12,822,739                             | -7,893 ▼            | -0.06% ▼             |
| 7     | Огайо                      | 11,536,504                             | 11,808,848                             | 272,344 ▲           | 2.36% ▲              |
| 8     | Джорджия                   | 9,687,653                              | 10,725,274                             | 1,037,621 ▲         | 10.71% ▲             |
| 9     | Северная Каролина          | 9,535,483                              | 10,453,948                             | 918,465 ▲           | 9.63% ▲              |
| 10    | Мичиган                    | 9,883,640                              | 10,084,442                             | 200,802 ▲           | 2.03% ▲              |
| 11    | Нью-Джерси                 | 8,791,894                              | 9,294,493                              | 502,599 ▲           | 5.72% ▲              |
| 12    | Виргиния                   | 8,001,024                              | 8,654,542                              | 653,518 ▲           | 8.17% ▲              |
| 13    | Вашингтон                  | 6,724,540                              | 7,715,946                              | 991,406 ▲           | 14.74% ▲             |
| 14    | Аризона                    | 6,392,017                              | 7,158,923                              | 766,906 ▲           | 12.00% ▲             |
| 15    | Массачусетс                | 6,547,629                              | 7,033,469                              | 485,840 ▲           | 7.42% ▲              |
| 16    | Теннесси                   | 6,346,105                              | 6,916,897                              | 570,792 ▲           | 8.99% ▲              |
| 17    | Индиана                    | 6,483,802                              | 6,790,280                              | 306,478 ▲           | 4.73% ▲              |
| 18    | Мэриленд                   | 5,773,552                              | 6,185,278                              | 411,726 ▲           | 7.13% ▲              |
| 19    | Миссури                    | 5,988,927                              | 6,160,281                              | 171,354 ▲           | 2.86% ▲              |
| 20    | Висконсин                  | 5,686,986                              | 5,897,473                              | 210,487 ▲           | 3.70% ▲              |
| 21    | Колорадо                   | 5,029,196                              | 5,782,171                              | 752,975 ▲           | 14.97% ▲             |
| 22    | Миннесота                  | 5,303,925                              | 5,709,752                              | 405,827 ▲           | 7.65% ▲              |
| 23    | Южная Каролина             | 4,625,364                              | 5,124,712                              | 499,348 ▲           | 10.80% ▲             |
| 24    | Алабама                    | 4,779,736                              | 5,030,053                              | 250,317 ▲           | 5.24% ▲              |
| 25    | Луизиана                   | 4,533,372                              | 4,661,468                              | 128,096 ▲           | 2.83% ▲              |
| 26    | Кентукки                   | 4,339,367                              | 4,509,342                              | 169,975 ▲           | 3.92% ▲              |
| 27    | Орегон                     | 3,831,074                              | 4,241,500                              | 410,426 ▲           | 10.71% ▲             |
| 28    | Оклахома                   | 3,751,351                              | 3,963,516                              | 212,165 ▲           | 5.66% ▲              |
| 29    | Коннектикут                | 3,574,097                              | 3,608,298                              | 34,201 ▲            | 0.96% ▲              |
| 30    | Юта                        | 2,763,885                              | 3,275,252                              | 511,367 ▲           | 18.50% ▲             |
| 31    | Айова                      | 3,046,355                              | 3,192,406                              | 146,051 ▲           | 4.79% ▲              |
| 32    | Невада                     | 2,700,551                              | 3,108,462                              | 407,911 ▲           | 15.10% ▲             |
| 33    | Арканзас                   | 2,915,918                              | 3,013,756                              | 97,838 ▲            | 3.36% ▲              |
| 34    | Миссисипи                  | 2,967,297                              | 2,963,914                              | -3,383 ▼            | -0.11% ▼             |
| 35    | Канзас                     | 2,853,118                              | 2,940,865                              | 87,747 ▲            | 3.08% ▲              |
| 36    | Нью-Мексико                | 2,059,179                              | 2,120,220                              | 61,041 ▲            | 2.96% ▲              |
| 37    | Небраска                   | 1,826,341                              | 1,963,333                              | 136,992 ▲           | 7.50% ▲              |
| 38    | Айдахо                     | 1,567,582                              | 1,841,377                              | 273,795 ▲           | 17.47% ▲             |
| 39    | Западная Виргиния          | 1,852,994                              | 1,795,045                              | -57,949 ▼           | -3.13% ▼             |
| 40    | Гавайи                     | 1,360,301                              | 1,460,137                              | 99,836 ▲            | 7.34% ▲              |
| 41    | Нью-Гэмпшир                | 1,316,470                              | 1,379,089                              | 62,619 ▲            | 4.76% ▲              |
| 42    | Мэн                        | 1,328,361                              | 1,363,582                              | 35,221 ▲            | 2.65% ▲              |
| 43    | Род-Айленд                 | 1,052,567                              | 1,098,163                              | 45,596 ▲            | 4.33% ▲              |
| 44    | Монтана                    | 989,415                                | 1,085,407                              | 95,992 ▲            | 9.70% ▲              |
| 45    | Делавэр                    | 897,934                                | 990,837                                | 92,903 ▲            | 10.35% ▲             |
| 46    | Южная Дакота               | 814,180                                | 887,770                                | 73,590 ▲            | 9.04% ▲              |
| 47    | Северная Дакота            | 672,591                                | 779,702                                | 107,111 ▲           | 15.93% ▲             |
| 48    | Аляска                     | 710,231                                | 736,081                                | 25,850 ▲            | 3.64% ▲              |
| —     | Вашингтон (округ Колумбия) | 601,723                                | 689,545                                | 87,822 ▲            | 14.60% ▲             |
| 49    | Вермонт                    | 625,741                                | 643,503                                | 17,762 ▲            | 2.84% ▲              |
| 50    | Вайоминг                   | 563,626                                | 577,719                                | 14,093 ▲            | 2.50% ▲              |
|       | США                        | 308,745,538                            | 331,449,281                            | 22,362,896 ▲        | 7.35% ▲              |